# Thomas Berthold
Thomas Berthold, född 12 november 1964 i Hanau, är en tysk före detta fotbollsspelare.
Thomas Berthold kom fram i Eintracht Frankfurt i början av 1980-talet och debuerade för Västtyskland 1985. Berthold tillhörde under många år Tysklands främsta försvarare och deltog framgångsrikt i VM 1986 och 1990. Berthold spelade i Italien för Hellas Verona FC och AS Roma innan han återvände till Tyskland för spel i Bayern München och VfB Stuttgart.

## Meriter
- A-landskamper: 62
- VM i fotboll: 1986, 1990, 1994
  - VM-guld 1990
  - VM-silver 1986
- EM i fotboll: 1988